# Ouarfalla
Les Ouarfalla (en arabe : ورفلة, en berbère : ⵄⵓⴰⵔⴼⴼⴰⵍⵍⴰ) (aussi orthographié Warfalla ou Warfallah) est une tribu établie à l'ouest de la Libye et dont le fief est la ville de Beni Ulid. Estimée comme la plus grande tribu de Libye avec probablement plus d'un million de membres (pour une population totale d'environ 6 millions de personnes), les Warfalla habitaient historiquement la zone délimitée par les villes de Beni Ulid, Syrte et Benghazi ainsi que la ville de Sebha.
La tribu Ouarfalla est en fait une confédération de 52 sous-tribus composées de beits ou de clans individuels, dont certains se considèrent berbères tandis que d'autres revendiquent une lignée de la tribu Banu Hilal qui s'est établi en l'Afrique du Nord via l'Égypte dans le XIe siècle.